# Thomas Hill (lekkoatleta)
Thomas Lionel „Tom” Hill (ur. 17 listopada 1949 w Nowym Orleanie) – amerykański lekkoatleta, płotkarz, medalista igrzysk olimpijskich.
Specjalizował się w biegu na 110 metrów przez płotki. Zdobył w tej konkurencji brązowy medal na igrzyskach olimpijskich w 1972 w Monachium (wyprzedzili go tylko jego rodak Rod Milburn i Francuz Guy Drut).
Był mistrzem Stanów Zjednoczonych (AAU) w biegu na 120 jardów przez płotki w 1970 i na 110 metrów przez płotki w 1973 i 1976, wicemistrzem w 1974 i brązowym medalistą w 1972.
Po zakończeniu kariery lekkoatletycznej zajął się pracą naukową i dydaktyczną. Uzyskał stopień doktora (Ph.D.) w zakresie pedagogiki (Counselor Education) na Uniwersytecie Florydy w 1985. Później był m.in. prorektorem do spraw studenckich na Uniwersytecie Stanu Iowa.
Jego syn, również Thomas, był koszykarzem, który wraz z drużyną Duke University zdobykl mistrzostwo NCAA w 1991 i 1992.